# 506e régiment d'infanterie
Le 506e régiment d'infanterie, à l'origine 506e régiment d'infanterie parachutée, est un régiment d'infanterie légère aéroportée de l'armée de terre des États-Unis. Il est composé de deux bataillons incorporés aux 1re et 3e brigades de combat de la 101e division aéroportée. Participant à la plupart des conflits majeurs de l'armée américaine depuis 1942, le 506e régiment est essentiellement connu par le biais des exploits de sa Easy Company pendant la Seconde Guerre mondiale et leur médiatisation dans la série Band of Brothers, tirée du livre éponyme de Stephen Ambrose.

## Historique

### Création

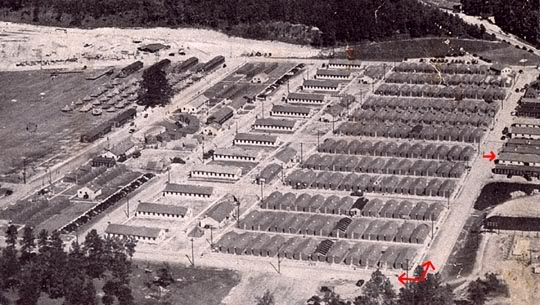
Le camp d'entraînement de Toccoa.

Le 506e régiment d'infanterie parachutée (506th PIR) est formé en 1942 au Camp Toccoa en Géorgie. Membre des toutes nouvelles troupes parachutistes de l'armée américaine, il subit un entraînement rigoureux sous la houlette de son commandant, le colonel Robert Sink. L'un des principaux exercices imposés consiste en l’ascension puis la descente du mont Currahee qui domine le campement. Le régiment en tirera sa devise (voir section Traditions). Ayant toujours à cœur d'avoir les meilleurs hommes sous son commandement, le colonel Sink, après avoir lu un article relatant le record du monde de marche obtenu par un bataillon japonais, décide de battre celui-ci et envoie les hommes du 2e bataillon sur une marche de 220 kilomètres, de Toccoa jusqu'à Atlanta. À l'issue de l'instruction de base, le régiment est déplacé à Fort Benning où il suit sa formation au parachutisme. Il est ensuite envoyé à Camp Mackall pour participer à des manœuvres de combat. En juin 1943, le 506th PIR vient renforcer la 101e division aéroportée en vue de l'invasion de l'Europe. Pendant un an, le régiment s'entraîne dans le cadre de la préparation de l'opération Overlord, avant de partir pour l'Angleterre à la fin de l'année 1943. Le régiment est alors composé de trois bataillons comprenant chacun trois compagnies : Able, Baker et Charlie pour le 1er bataillon, Dog, Easy et Fox pour le second et Georges, How et Ike pour le troisième. En tenue de combat, chaque régiment d'infanterie parachutée est représenté au sein de la division par une enseigne de jeu de carte peinte sur le casque. Le 506th PIR arbore l'as de pique (♠).

### Seconde Guerre mondiale

#### Bataille de Normandie

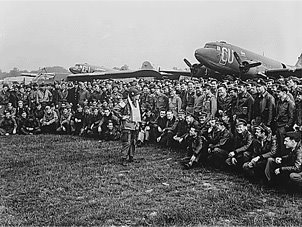
Parachutistes du 506e avant le parachutage en Normandie.

Dans la nuit du 5 au 6 juin 1944 l'opération Albany, composante de l'opération Overlord, consiste à parachuter la 101e division dans les terres en arrière d'Utah Beach afin de préparer le terrain pour les troupes qui débarqueront sur la plage. La zone de saut prévue pour le 506th PIR est situé entre Hiesville et Sainte-Marie-du-Mont mais les tirs de la flak obligent les pilotes des Douglas C-47 Skytrain à changer de trajectoire et les parachutistes se retrouvent disséminés tout autour de la zone. Les éléments isolés du régiment parviennent peu à peu à se regrouper et se rassemblent sur le hameau du Grand Chemin à proximité de Sainte-Marie-du-Mont. Alors qu'à proximité de son secteur, sur le manoir de Brécourt, une batterie d'artillerie allemande pilonne les troupes en train de débarquer sur Utah Beach, le 506th PIR est chargé de la détruire. Sink désigne pour cela la Easy Company qui, sous les ordres du lieutenant Dick Winters, parvient à faire taire les canons ennemis,.
Le régiment progresse ensuite vers le sud avec pour objectif de s'emparer de Carentan, ville stratégique permettant de faire la liaison entre Utah Beach et Omaha Beach. Le 8 juin, il s'empare de Saint-Côme-du-Mont où il fait face au 6e régiment de Fallschirmjäger commandé par l'oberstleutnant von der Heydte. Puis à partir du 10 juin, il participe à la bataille de Carentan à l'issue de laquelle la ville est libérée le 15 juin. Sa mission accomplie, le 506th PIR est relevé et renvoyé en Angleterre pour une période de repos et de réorganisation. Sur les 2 000 hommes parachutés en Normandie, 231 ont été tués, 183 portés disparus ou prisonniers de guerre et 569 blessés.

#### OpérationMarket Garden
Sous commandement britannique, l'opération Market Garden a pour but de contourner la ligne Siegfried en passant par les Pays-Bas. Pour cela, les troupes aéroportées américaines sont chargées de s'emparer des ponts traversant les fleuves hollandais afin de faciliter le passage des colonnes blindées britanniques. Parachuté en plein jour le 17 septembre 1944, le régiment progresse vers Eindhoven et rencontre la résistance hollandaise qui a déjà libéré la ville. Il combat ensuite à Nuenen où il subit de lourdes pertes puis avance jusqu'à Nimègue où la 101e fait sa jonction avec la 82e division aéroportée. Le régiment continue ensuite de progresser, ouvrant la route au 30e corps britannique. Dans la nuit du 22 au 23 septembre, le 506th PIR a recu pour mission de sauver une centaine de soldats anglais piégés dans le secteur d'Arnhem. Encore une fois sollicitée, la Easy Company parvient à libérer les hommes à l'issue d'une opération commando. Les troupes terrestres britanniques ne parvenant pas à percer définitivement les lignes allemandes, l'opération Market Garden est stoppée et le 506th PIR est envoyé au repos en France à Mourmelon.

#### Bataille des Ardennes

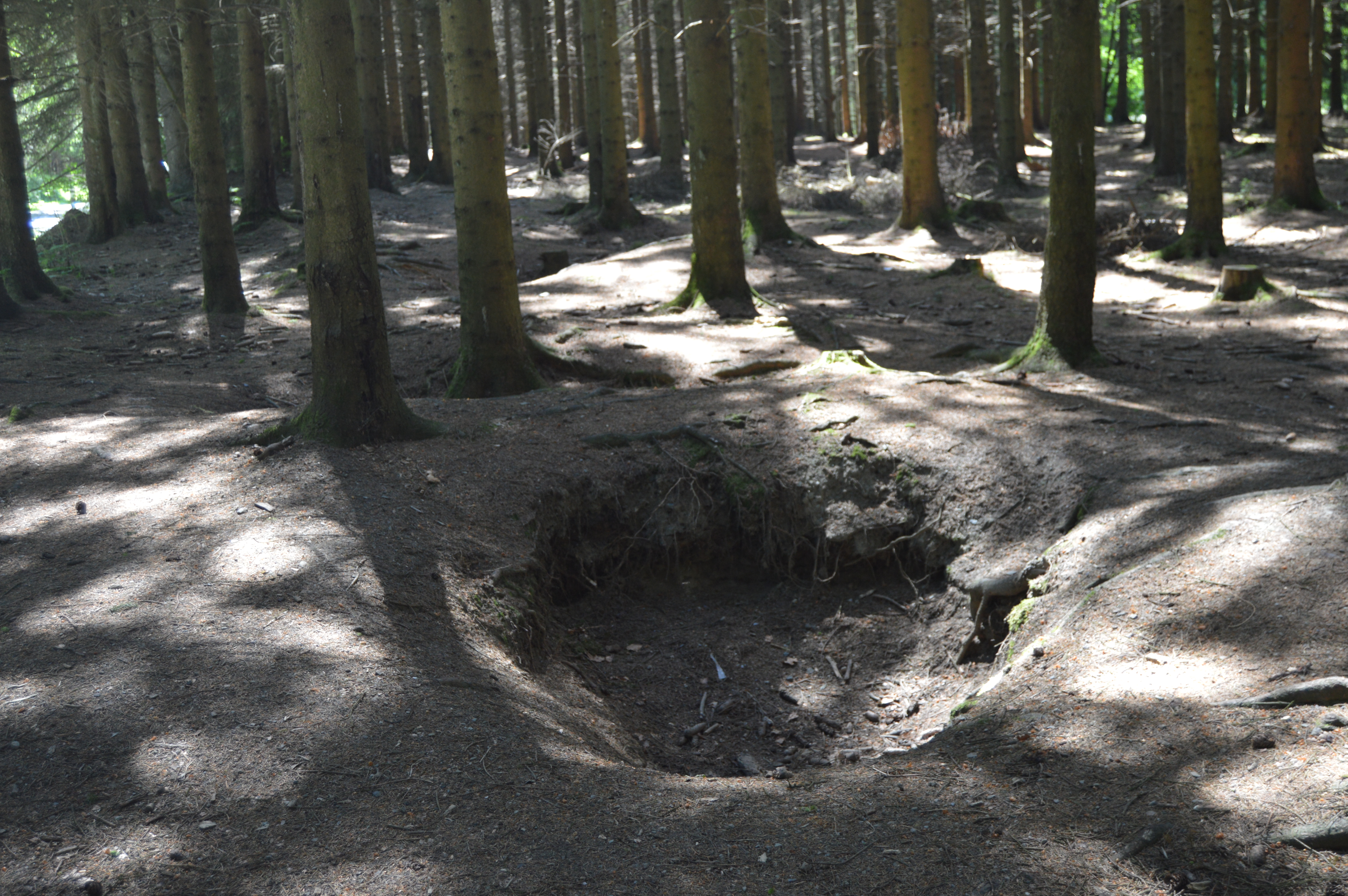
Le bois Jacques à proximité de Bastogne où les trous de combat des hommes du 506e sont encore visibles.

Le 16 décembre, l'armée allemande lance une contre-offensive dans le sud de la Belgique. La 101e division est appelée à défendre la ville de Bastogne située sur un important carrefour. Arrivé sur place le 18 décembre, les unités américaines sont rapidement encerclées et, du fait de l'urgence du déploiement, insuffisamment approvisionnées en munitions et en vêtements d'hiver. Positionné sur le secteur oriental du siège de Bastogne, le 506th PIR subit les attaques des troupes allemandes cherchant à s'emparer de la ville. Le 1er bataillon, positionné entre les villages de Noville et Foy, est durement éprouvé et perd 200 de ses hommes mais parvient à neutraliser 30 chars ennemis. Il est relevé sur le même secteur par les 2e et 3e bataillons. Ceux-ci tiennent leur position pendant tout l'hiver malgré des conditions climatiques rigoureuses et d'incessants tirs d'artillerie ennemie. En janvier 1945, la 3e armée commandée par le général Patton parvient jusqu'à Bastogne et brise l'encerclement. Les troupes américaines pouvant aller de nouveau vers l'avant, le 506th PIR passe à l'offensive et s'empare de Noville et de Foy. À l'issue de la bataille des Ardennes, le régiment est déplacé à Haguenau.

#### Fin de la guerre
Le 506th PIR retrouve les premières lignes au début du mois d'avril lorsqu'il fait son entrée en Allemagne. Il participe à la réduction de la poche de la Ruhr puis poursuit sa progression jusqu'en Bavière. Le 28 avril, le régiment est en poste à Landsberg am Lech lorsque la 12e division blindée découvre à proximité un camp de concentration annexe de celui de Dachau. Sur les ordres du général Taylor qui commande la 101e division, les hommes du 506 mobilisent et encadrent la population de Landsberg pour nettoyer le camp,. Le régiment parvient ensuite jusqu'à Berchtesgaden où il stationne jusqu'à l'annonce de la reddition de l'armée allemande le 8 mai. Dans le cadre de l'occupation de l'Autriche, le 506th PIR s'installe ensuite à Zell am See et commence à s'entraîner en vue d'un prochain engagement sur le front du Pacifique. Mais le 14 août 1945, la reddition du Japon marque l'arrêt définitif du conflit. Le régiment est envoyé en France et dissous à Auxerre en novembre 1945. Pendant tout le conflit, le régiment n'aura connu qu'un seul chef de corps en la personne du colonel Sink qui refuse deux promotions pour pouvoir rester à la tête de ses hommes. En référence à leur commandant emblématique, l'unité est souvent surnommé "Five-0-Sink", le nombre 506 se disant five-0-six en anglais.Le 506th PIR est successivement réactivé et dissout en 1948-1949, en 1950-1953 puis en 1954. Durant ces périodes, le régiment est une unité non-combattante chargée de la formation des recrues. Malgré le maintien de la nomination parachutiste et l'appartenance à la 101e division, il n'y a plus d'activité aérienne.

### Guerre du Viêtnam

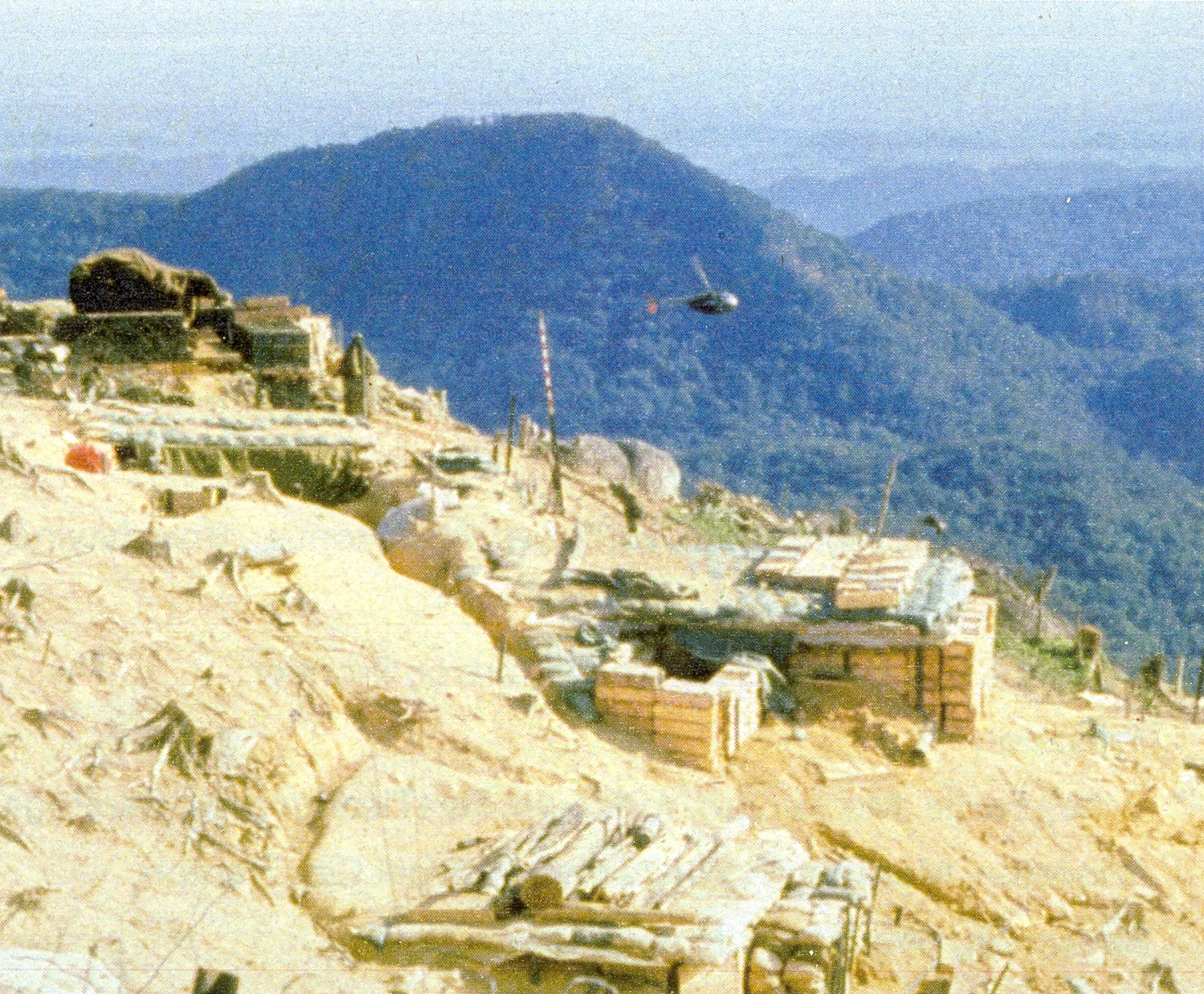
Le site de la bataille de Ripcord.

En 1956, l'héritage du 506th PIR est maintenu sous la forme d'un groupe de combat aéroporté au sein de la 101e division. Le 1er octobre 1962, ce groupe de combat participe au maintien de l'ordre à Oxford dans le Mississippi lorsque James Meredith fait son entrée à l'Université du Mississippi. En 1964, le groupe de combat est réorganisé en tant que 1er bataillon/506e régiment d'infanterie (1/506e) alors que parallèlement est formé un 2e bataillon/506e régiment d'infanterie (2/506e). Intégrées à la 3e brigade de la 101e division, ces deux unités prennent part à la guerre du Viêtnam de 1967 à 1971. Elles participent notamment aux combats lors de l'offensive du Tết en 1968, à la bataille d'Hamburger Hill en 1969 et à la bataille de la base Ripcord en 1970. Un 3e bataillon, intégré à la 1re brigade de la division, fut également activé entre 1967 et 1972 et engagé au Viêtnam. Au cours de ce conflit, cinq hommes du 506e régiment ont été décorés de la Medal of Honor.

### Fin duXXesiècle
Ayant troqué ses parachutes contre des hélicoptères pendant la guerre du Viêtnam, la 101e division est requalifiée en Airmobile Division en 1968 puis en Air Assault Division en 1974. À cette date, il ne reste plus du 506e régiment que le 1er bataillon qui passe de la 3e à la 2e brigade et participe dans les années 80 à des missions de formation, d'entraînement et de représentation à travers les États-Unis. En 1980, la compagnie Charlie du bataillon est présente lors de l'Inauguration Day du président Ronald Reagan. L'année suivante, plusieurs hommes de cette même compagnie sont détachés au 1er bataillon/{{502e}|régiment}} d'infanterie afin de participer à l'exercice Bright Star en Égypte. Le 506th disparaît à nouveau le 5 juin 1984 lorsque tous les éléments de la 2e brigade sont rassemblés sous la numérotation du 502e régiment d'infanterie. Le 16 mars 1987, le 1/506e est réactivé au sein de la 2e brigade de la 2e division d'infanterie et installé en Corée du Sud pendant toutes les années 90. Il est par la suite réorganisé en bataillon d'assaut aérien.

### Guerre d'Irak
En 2004, le 1/506e est déployé pendant quelques mois à Habbaniya en Irak. Relevé le 30 septembre 2005, il est envoyé aux États-Unis et retrouve la 101e division dont il rejoint la 4e brigade de combat en même temps que le 2/506e, réactivé à partir d'un bataillon existant. Les deux unités sont renvoyées en Irak entre septembre 2005 et novembre 2006. Basé à Ramadi, le 1er bataillon est chargé de surveiller le quartier Mulaab de la ville ainsi que les rives de l'Euphrate. Le 2e bataillon est lui détaché à la 4e division d'infanterie et basé au Camp Al-Saqr au sud de Bagdad. En 2007, au sein de la coalition militaire en Irak commandée par le général Petraeus et dans le contexte d'une poussée de violence des insurgés antiaméricains, les éléments du 506th participent à de nombreuses opérations de sécurisation au coeur de Bagdad. Dans le même temps, les deux bataillons participent à des missions d'instruction de la police et de l'armée irakienne.

### Guerre d'Afghanistan

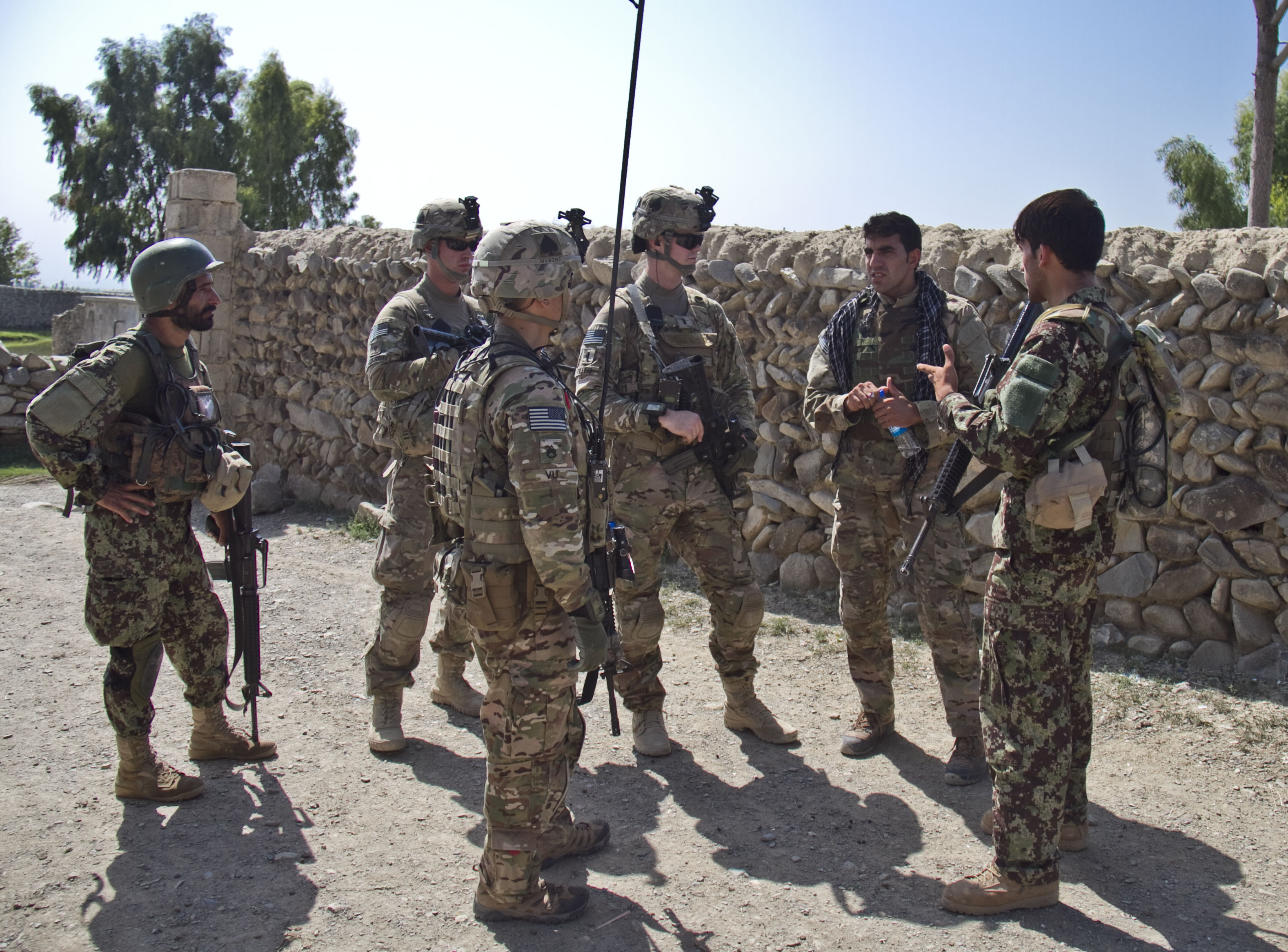
Soldat de la Easy Company 2/506 en mission d'instruction de l'armée nationale afghane.

Au début de l'année 2008, avec la 4e brigade de la 101e division, les 1/506e et 2/506e prennent part à l'opération Enduring Freedom. Le 1er bataillon est basé dans les provinces de Ghazni, Wardak et Paktîkâ et se charge d'établir une zone sécurisée le long de la route reliant Kaboul à Kandahar. Parallèlement, des éléments des compagnies A et B du bataillon sont détachés au 10e groupe de forces, dans la province de Kâpîssâ, et participent aux combats dans le district de Tagab. Le 2e bataillon est lui basé dans la province de Khôst, avec quelques éléments détachés en Paktîkâ et à Kandahar. Le 506th est relevé en mars 2009 et rejoint la base de Fort Campbell dans le Kentucky. En 2011, la compagnie C du 1/506e est détachée en soutien de forces spéciales dans la province de Khôst,.
Au printemps 2013, la 4e brigade/101e division, sous le nom Task Force Currahee, retourne en Afghanistan où elle s'installe à nouveau dans les provinces de Ghazni, Paktîkâ et Khost ainsi que la province de Paktiyâ. Les 1/506e et 2/506e participent alors à l'instruction des forces de sécurité afghanes, en particulier l'armée nationale afghane. Stationné en Khost et en Paktiyâ et baptisé Red Currahee dans le cadre de l'opération, le 1/506e forme des éléments de l'Afghan Uniformed police, de l'Afghan border police et de l'armée nationale. Dans le même temps, il procède à de nombreuses opérations de neutralisation des insurgés, d'abord sous seule bannière américaine puis conjointement aux troupes afghanes qu'il a formé. Dans les autres provinces, le 2/506e (White Currahee) réalise les mêmes missions d'instruction des forces de police et de l'armée d'Afghanistan avant de les soutenir sur le terrain. Réalisant plusieurs opérations importantes en association avec l'armée nationale afghane, il fait prisonnier plus d'une cinquantaine de combattants insurgés,.

## Le régiment aujourd'hui

### Subordinations et organisation
En 2017, les unités subsistantes du 506e sont toujours subordonnées à la 101e division aéroportée. La 4e brigade ayant été dissoute en 2014, les affectations des unités actives du 506th sont les suivantes :
- 1er bataillon/506e Régiment d'infanterie (Red Currahee) : 1re brigade de combat "Bastogne"/101e division.
- 2e bataillon/506e Régiment d'infanterie (White Currahee) : 3e brigade de combat "Rakkasan"/101e division.

### Matériels et armement
Les bataillons du 506e régiment d'infanterie utilisent la plupart des matériels en dotation dans l'US Army (voir Équipement de l'US Army).

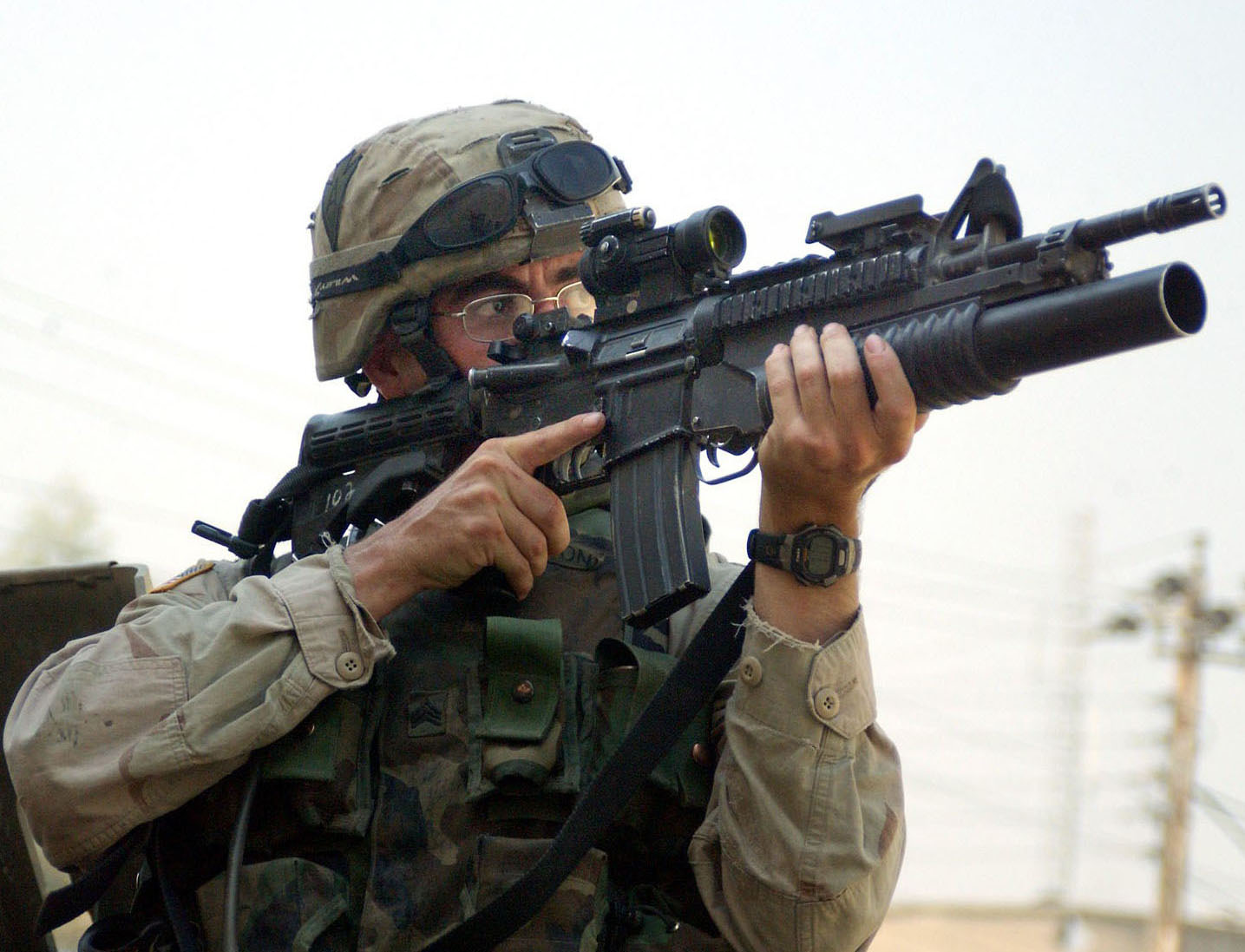
Colt M4 avec lance-grenades M203.
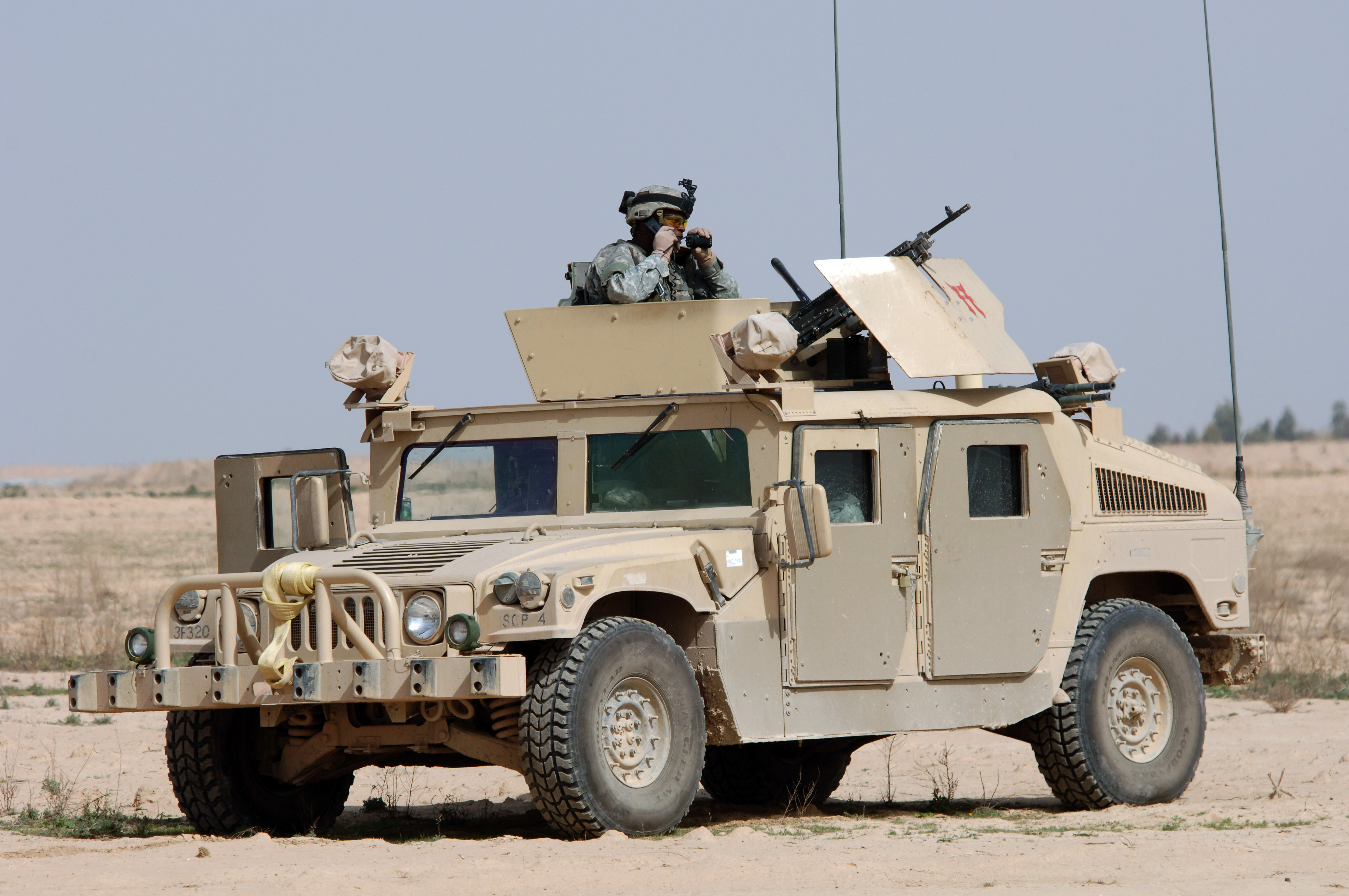
Humvee.
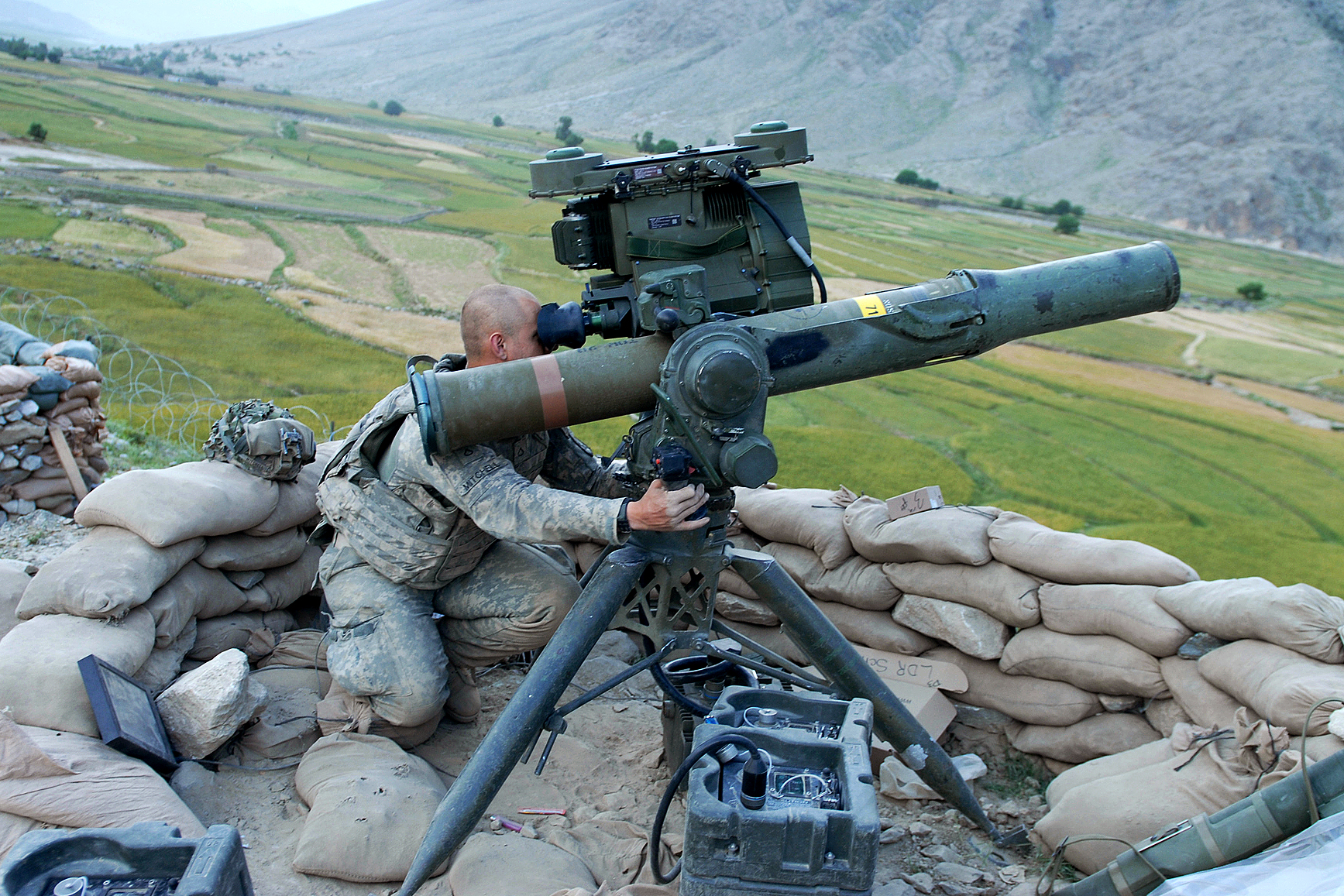
Missile antichar TOW.
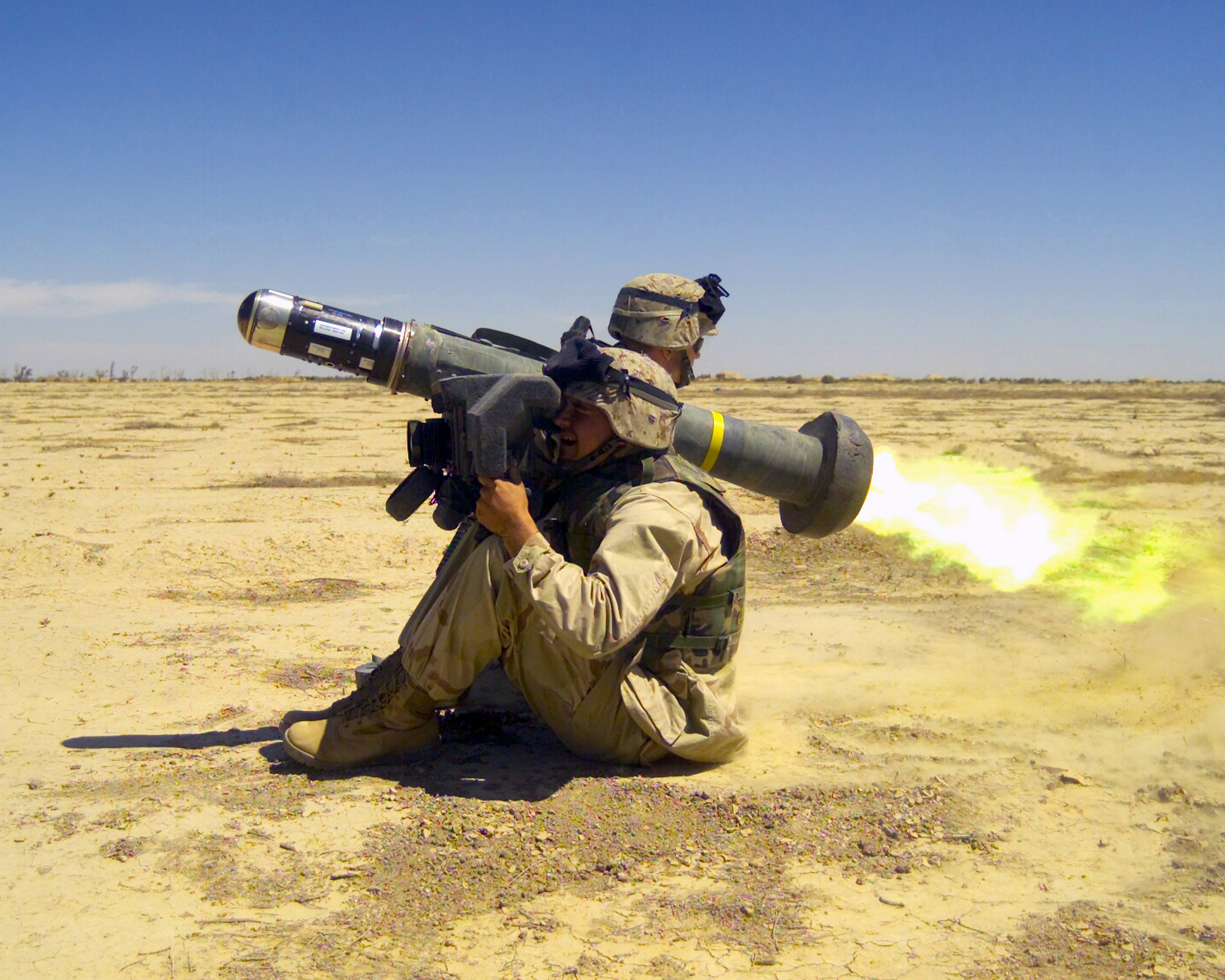
Missile antichar Javelin.
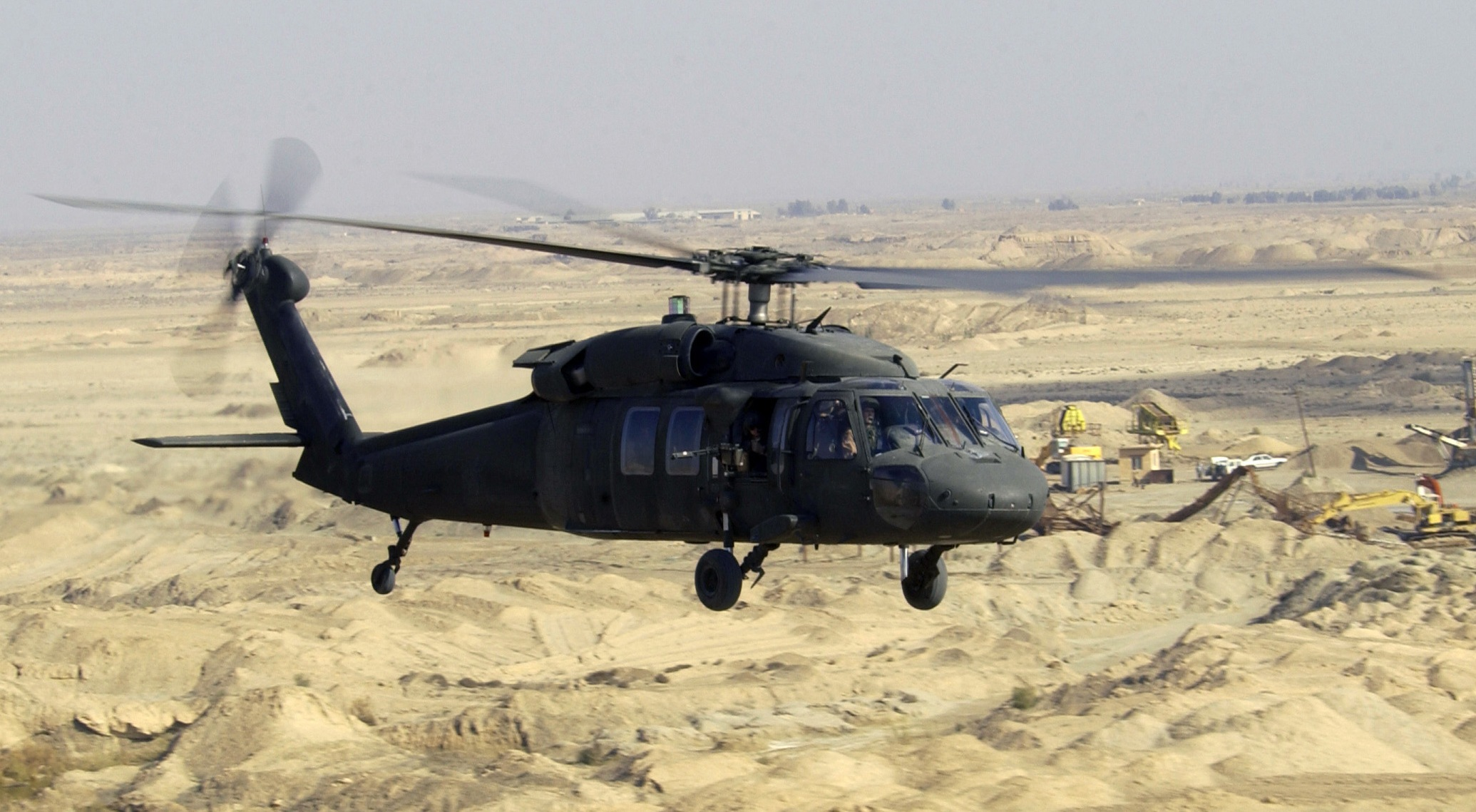
UH-60 Blackhawk.
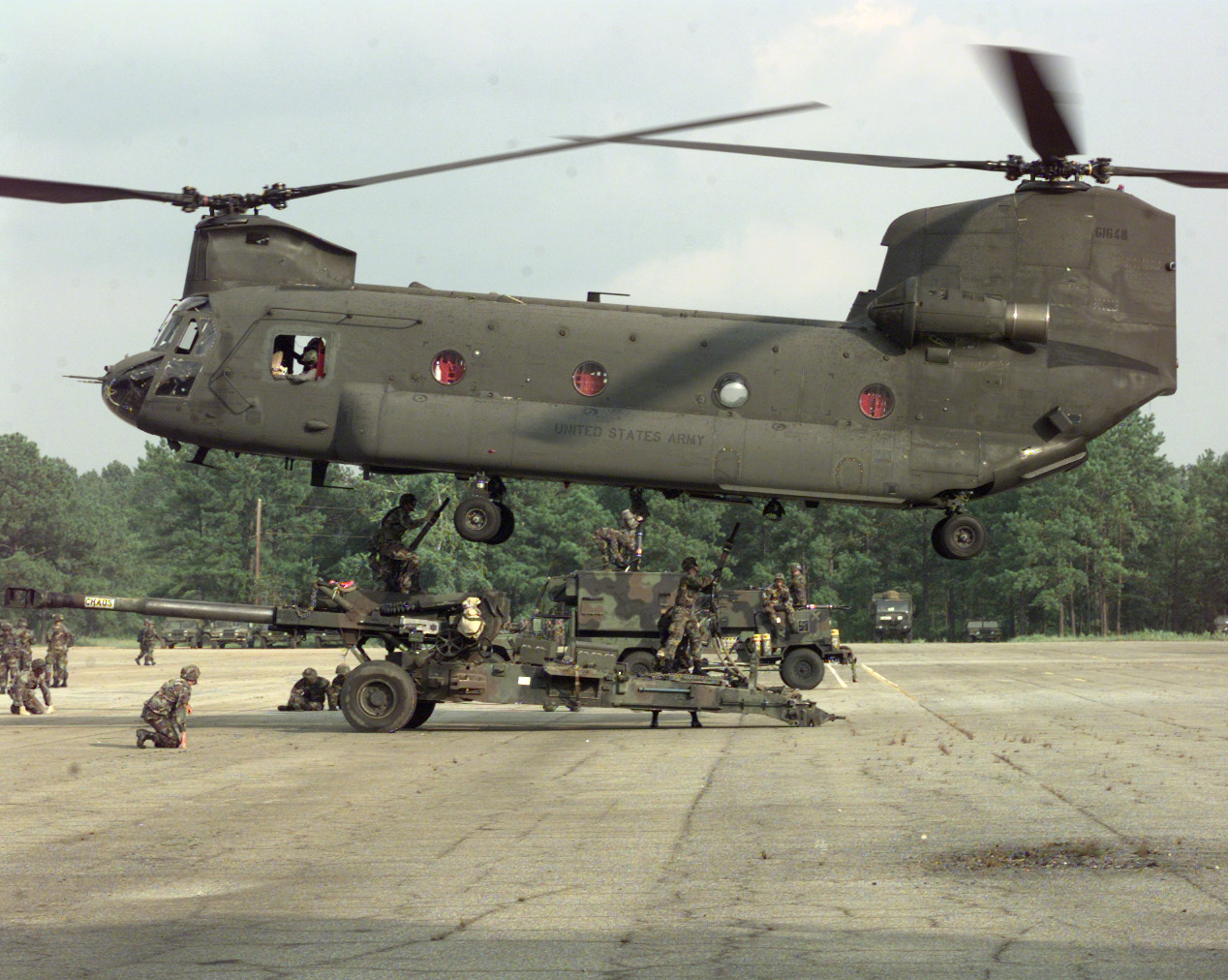
CH-47 Chinook.

### Opérations extérieures depuis 2015
- 2016 : Irak - Lutte contre l'État islamique.
- 2016 : Afghanistan- Guerre d'Afghanistan (formation et soutien des troupes afghanes).
- 2017 : Somalie- Guerre de Somalie (formation et soutien de l'Armée Nationale Somalienne).

## Traditions

### Insignes

Insigne officiel.
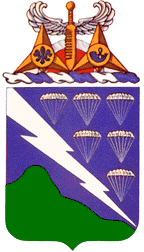
Insigne avec couronne.
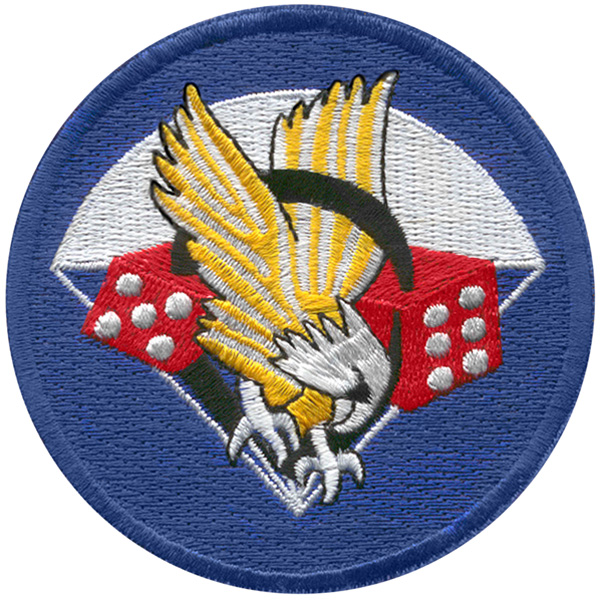
Patch.

L'insigne du 506e régiment d'infanterie est constitué d'un champ bleu symbolisant l'infanterie et sur lequel est représentée la silhouette verte du mont Currahee. L'éclair traversant le champ symbolise le mode d'action du régiment : puissance, rapidité et surprise venant du ciel. Enfin les six parachutes représentent le fait que le régiment fut la sixième unité parachutiste créée dans l'armée américaine. Sur l'insigne original, dessiné lors de la création du régiment, les parachutes sont représentés sur le côté gauche et la montagne sur le côté droit. Dessiné une première fois en avril 1943, il est modifié en août de la même année puis en mars 1949 et enfin en février 1958. L'insigne est parfois surmonté d'une couronne représentant deux chausse-trapes dorées symbolisant les lignes ennemies derrières lesquelles les parachutistes sont largués. Ils sont au nombre de deux en référence au deux sauts opérationnels réalisés par le régiment pendant la Seconde Guerre mondiale et portent à gauche une fleur de lys représentant la France pour la bataille de Normandie, et à droite un cor représentant Eindhoven pour l'opération Market Garden. Entre les deux chausse-trapes, un sabre ailé représente les troupes aéroportées. En arrière des chausse-trapes et du sabre, un demi-moyeu de roue symbolise les carrefours stratégiques routiers et ferroviaires de Bastogne défendus par les parachutistes du 506e lors de la bataille des Ardennes.
Le 506e régiment utilise également un patch pouvant être porté sur la poche gauche de la veste. Dessiné en 1942 par William Donnan, Harold Donahge et Joe Witzerman des 1er et 2e bataillons, son port est autorisé après que le 506 est intégré à la 101e division en 1943. Le patch consiste en un champ bleu d'infanterie sur lequel est posé un parachute blanc. Sur le parachute figure une paire de dés portant les numéros 5 et 6 et reliés par un large 0 noir, le tout représentant le numéro du régiment. Entre les dés, un Pygargue à tête blanche plongeant représente les troupes aéroportées en général et en particulier l'appartenance à la 101e division dont l'emblème est une tête du même animal, qui par ailleurs est également le symbole des États-Unis,.

### Devise
- "Currahee !" - "Stand alone"

La devise du 506e régiment lui vient de la montagne au pied de laquelle était installé son camp d'entraînement à Toccoa. Celle-ci porte un nom d'origine Cherokee qui signifie "se tenir seul" (en anglais : Stand alone). Ce nom lui a été donné en référence à son aspect géologique, la montagne étant isolée au milieu d'un paysage de plaine. Cependant, les hommes ont trouvé le terme particulièrement approprié à leur statut de parachutistes dont les missions les amènent à être encerclés et à "se tenir seul" au milieu de l'ennemi. Les soldats du régiments utilisent aussi bien le terme cherokee que le terme anglais mais "Currahee" est bien plus fréquemment utilisé, notamment comme cri de guerre, de ralliement ou d'encouragement,.

### Décorations

Presidential Unit Citation 4 attributions.
Valorous Unit Award 2 attributions.
Meritorious Unit Commendation[13],[14] 5 attributions.

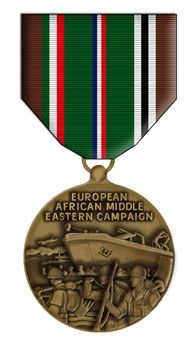
European-African-Middle Eastern Campaign Medal.
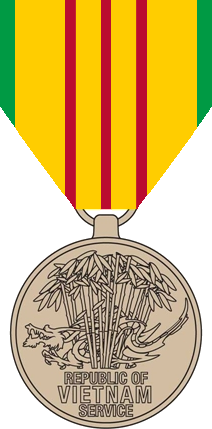
Vietnam Service Medal.
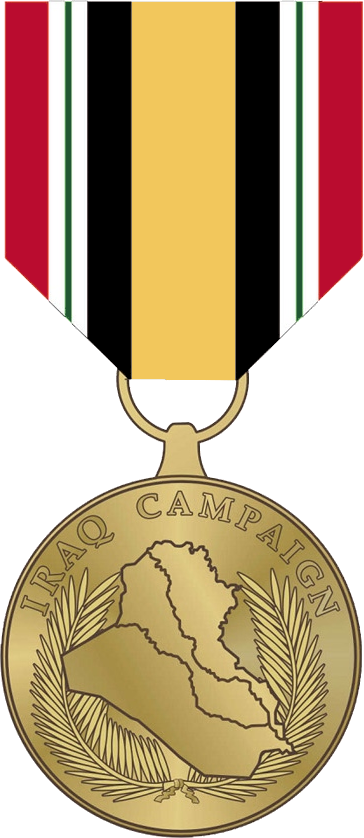
Iraq Campaign Medal.
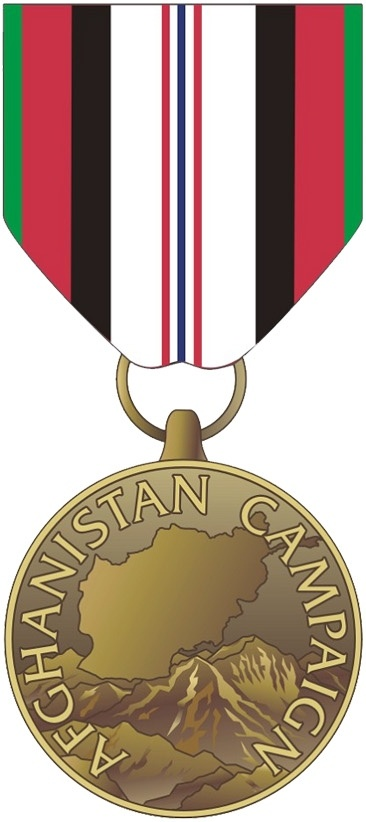
Afghanistan Campaign Medal.
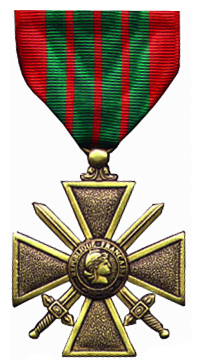
Croix de guerre 1939-1945 avec palme.
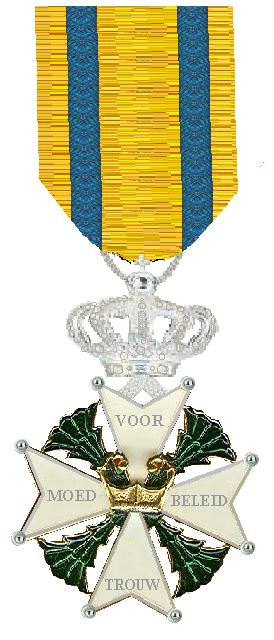
Ordre militaire de Guillaume avec port de la fourragère orange.
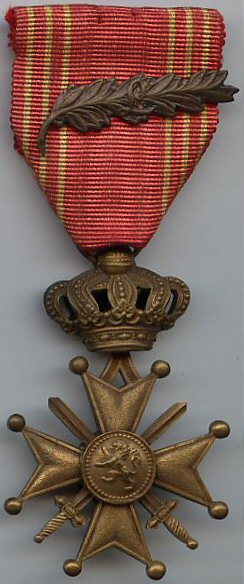
Croix de guerre belge 1940-1945 avec palme et port de la fourragère.

Par ailleurs, le drapeau du 506e régiment porte des Streamers brodées aux noms des campagnes suivantes :
 Presidential Unit Citation Streamer - 4 flammes, "Normandy", "Bastogne", "Trang Bang" et "Dong Ap Bia Mountain".

 Valorous Unit Award Streamer - 2 flammes, "Phan Tiet" et "Defense of Saïgon".

 Meritorious Unit Commendation Streamer - 5 flammes, "Viêtnam 1968", "Iraq 2005-2006", "Afghanistan 2008-2009", "Afghanistan 2010-2011" et "Afghanistan 2013".

 European-African-Middle Eastern Campaign Medal Streamer - 5 flammes, "Normandy", "Rhineland", "Ardennes" et deux "Central Europe".

 French Croix de Guerre Streamer - Broderie "Normandy".

 Belgian Croix de Guerre Streamer - Broderie "Bastogne".

 Viêtnam Service Medal Streamer - 13 flammes, "Tet Counteroffensive", "Counteroffensive", "Summer Fall 1969", "Winter Spring 1970", "Sanctuary Counteroffensive".

 Iraq Campaign Medal - 2 flammes, "Iraqi Governance 2004-2005" et "National Resolution 2005-2007".

 Afghanistan Campaign Medal - 3 flammes, "Consolidation II 2008-2009", "Consolidation III 2010-2011" et "Transition I 2013".

## Personnalités ayant servi au régiment

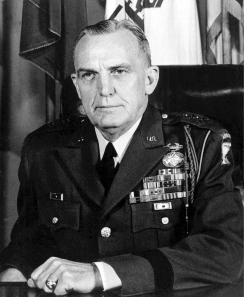
Le lieutenant-général Sink ayant commandé le 506th PIR pendant la seconde guerre mondiale.

- Robert Sink - Chef de corps 1942-1945.
- Richard D. Winters - Membre de la Easy Company puis commandant du 2e bataillon.
- Joseph Beyrle - Membre de la Ike Company
- Membres de la Easy Company
  - Lynn Compton
  - Bill Guarnere
  - Babe Heffron
  - Frederick Heyliger
  - Joseph Liebgott
  - Carwood Lipton
  - George Luz
  - Donald Malarkey
  - Thomas Meehan III
  - Lewis Nixon
  - Shifty Powers
  - Eugene Roe
  - Herbert Sobel
  - Ronald Speirs

## Culture populaire
- L'histoire de la Easy Company du 506th PIR pendant la seconde guerre mondiale est relatée dans le livre Band of Brothers de Stephen Ambrose.
- Dans le roman Sans aucun remords de Tom Clancy, Emmet Ryan, le père de Jack Ryan, déclare avoir sauté le 6 juin 1944 avec la Easy Company.
- La série télévisée Frères d'armes (Band of Brothers), tirée du livre de Stephen Ambrose et produite par Steven Spielberg et Tom Hanks, reprend l'histoire de la Easy Company, de Toccoa jusqu'en Autriche.
- Dans le film Il faut sauver le soldat Ryan, de Steven Spielberg, le soldat James Francis Ryan joué par Matt Damon appartient à la Baker Company du 1er bataillon du 506e. Par ailleurs, durant le périple de son équipe à la recherche de Ryan, le capitaine Miller (Tom Hanks) rencontre des éclaireurs du 506e.
- Dans le film Saints and Soldiers de Ryan Little, les soldats américains sont des membres du 506th PIR comme en témoignent les as de pique peints sur leurs casques.
- Dans le jeu vidéo Call of Duty, le personnage principal de la campagne américaine est un parachutiste du 506e. Le tutoriel du jeu prend pour cadre l'entraînement au camp de Toccoa et l'une des missions est l'assaut du manoir de Brécourt.
- Dans le jeu vidéo Company of Heroes, le joueur contrôle des parachutistes appartenant à la Able Company et à la Fox Company du 506e.
- Dans la bande annonce du jeu vidéo Death Stranding, on peut voir des squelettes en uniforme américain de la Seconde Guerre mondiale avec l'insigne du 506e.